# New Worlds
A New Worlds tervezett csillagászati műholdprogram, melynek keretén belül egy különleges alakú műholddal megfelelően manőverezve csillagok fényét takarnák ki (csillagfedést okozva) egy űrtávcső (valószínűleg a James Webb űrtávcső vagy egy látható fényt fogó optikai teleszkóp) számára, hogy az így észlelhesse a csillagokhoz nagyon közel lévő, náluk sokkal halványabb, emiatt közvetlenül nehezen észlelhető exobolygókat.
A módszerrel néhány tíz milliívmásodperces felbontás érhető el, ez lehetővé teszi földszerű bolygók színképének felvételét, így elemezhetővé válik anyagi összetételük. A küldetés időtartama alatt mintegy 75 bolygórendszer részletes vizsgálatára nyílik lehetőség. A bolygók felszínén vagy légkörében, biogén anyagok kimutatásával, felfedezhető a földön kívüli élet.
A projekt első tervezeteit 2005 és 2008 között készítette el a NASA Institute for Advanced Concepts (NIAC) és a Colorado Egyetem professzora, Webster Cash az igazgatója, a Ball Aerospace & Technologies Corp., a Northrop Grumman és a Southwest Research Institute közreműködésével. 2010 óta a NASA kért támogatást, közel 3 milliárd dollárt a projekt saját teleszkópjához, vagy 750 millió dollárt egy csillagfedőre a James Webb űrtávcsőhöz. Az utóbbi a JWST 2021-es tervezett űrbejuttatásának következtében nem valószínű. Ha a projektet jóváhagyják, 5 évig működne.

## Szerkezete
Több létező javaslat is van a New Worlds szerkezetére, amelyből a három legnépszerűbb:
1. A New Worlds Discoverer amely egy létező teleszkópot használna (mint a nemsokára elindított James Webb űrtávcső), hogy exobolygókat találjon. A csillagfedő méretét lehet optimalizálni a távcsőhöz.
2. A New Worlds Observer két űreszközt használna, egy, a projekthez létrehozott távcsövet és egy csillagfedőt, hogy exobolygókat találjon. Ezek mellett javasoltak két csillagfedőt is. Egyet, amelyet a célpont felé  irányítanának, míg a másik a következő célponthoz mozog. Ez kiküszöbölné a késleltetéseket a különböző rendszerek megfigyelésében, ezzel az azonos időben több célpontot lehetne megfigyelni.[2]
3. A New Worlds Imager több teleszkópot és csillagfedőt használna. Ennek köszönhetően a megfigyelők jobb felvételeket tudnának létrehozni.

## Galéria
- A csillagfedő egy obszervatóriummal
- Egy teljesen kinyitott csillagfedő egy űrtávcsővel
- A csillagfedő üzembe helyeződése
- A csillagfedő működése egy négy méteres teleszkóppal
- A csillagfedő teszt közben, 2014-ben
- A csillagfedő és egy űrtávcső művészi ábrázolása